# 梅日新
梅日新（1918年—2004年），曾用名梅凯、梅辛，男，广东台山人，中华人民共和国政治人物，中国农工民主党中央委员会原常务委员，第二、三、四、五、六、七届全国人大代表。